# Heterachthes figuratus
Heterachthes figuratus är en skalbaggsart som beskrevs av Martins 1970. Heterachthes figuratus ingår i släktet Heterachthes och familjen långhorningar. Inga underarter finns listade i Catalogue of Life.